# Handlová
Handlová é uma cidade e município da Eslováquia localizado no distrito de Prievidza, região de Trenčín. Possuia 17 700 habitantes em 2008 (estimativa).

## História
A cidade foi fundada em 1376 e foi habitada por colonos alemães que mais tarde foram conhecidos como os alemães dos Cárpatos. O primeiro colono conhecido em Handlová foi Peter Kricker de Kremnica, que veio aqui junto com outros 200 para estabelecer um assentamento em um local chamado Krásny les (Bela Floresta). No início, os colonos viviam apenas de lavouras e agricultura pastoril. Somente muito mais tarde, no século 18, a mineração de carvão começou. Os mineiros locais, no início, trabalharam principalmente para suprir as necessidades do vizinho Castelo de Bojnice.
Em 1945, após a Segunda Guerra Mundial, Handlová passou pela maior reviravolta em sua história de séculos. A maioria de seus habitantes étnicos alemães foram expulsos da cidade devido aos chamados decretos Beneš. Das 12 800 pessoas originais que viviam lá até 1943, apenas 4 000 permaneciam em Handlová em 1945. Como resultado, o personagem de Handlová mudou completamente. Recebeu privilégios de cidade em 1960.
Em 2009, a cidade sofreu um grande desastre durante a explosão da mina de Handlová em 2009, na qual 20 pessoas morreram.
Em 15 de maio de 2024, o primeiro-ministro da Eslováquia, Robert Fico, foi baleado em frente à Casa da Cultura após uma reunião do governo, em uma tentativa de assassinato. Posteriormente, ele foi levado às pressas para o Hospital Handlová, antes de ser transportado de avião para o Hospital Universitário F.D. Roosevelt em Banská Bystrica, onde foi submetido a uma cirurgia bem-sucedida. 

## Demografia
| Ano:        | 1994   | 2004   | 2014   | 2024    |
| ----------- | ------ | ------ | ------ | ------- |
| Broj ljudi: | 18 185 | 17 805 | 17 518 | 15 457  |
| Razlika:    |        | -2,08% | -1,61% | -11,76% |

| Ano:               | 2023   | 2024   |
| ------------------ | ------ | ------ |
| Número de pessoas: | 15 608 | 15 457 |
| Diferença:         |        | -0,96% |

## Nascido em Handlová
- Martin Škrtel - futebolista